# Helicopis endymiaena
Helicopis endymiaena är en fjärilsart som beskrevs av Jacob Hübner 1816. Helicopis endymiaena ingår i släktet Helicopis och familjen Riodinidae. Inga underarter finns listade i Catalogue of Life.

## Bildgalleri

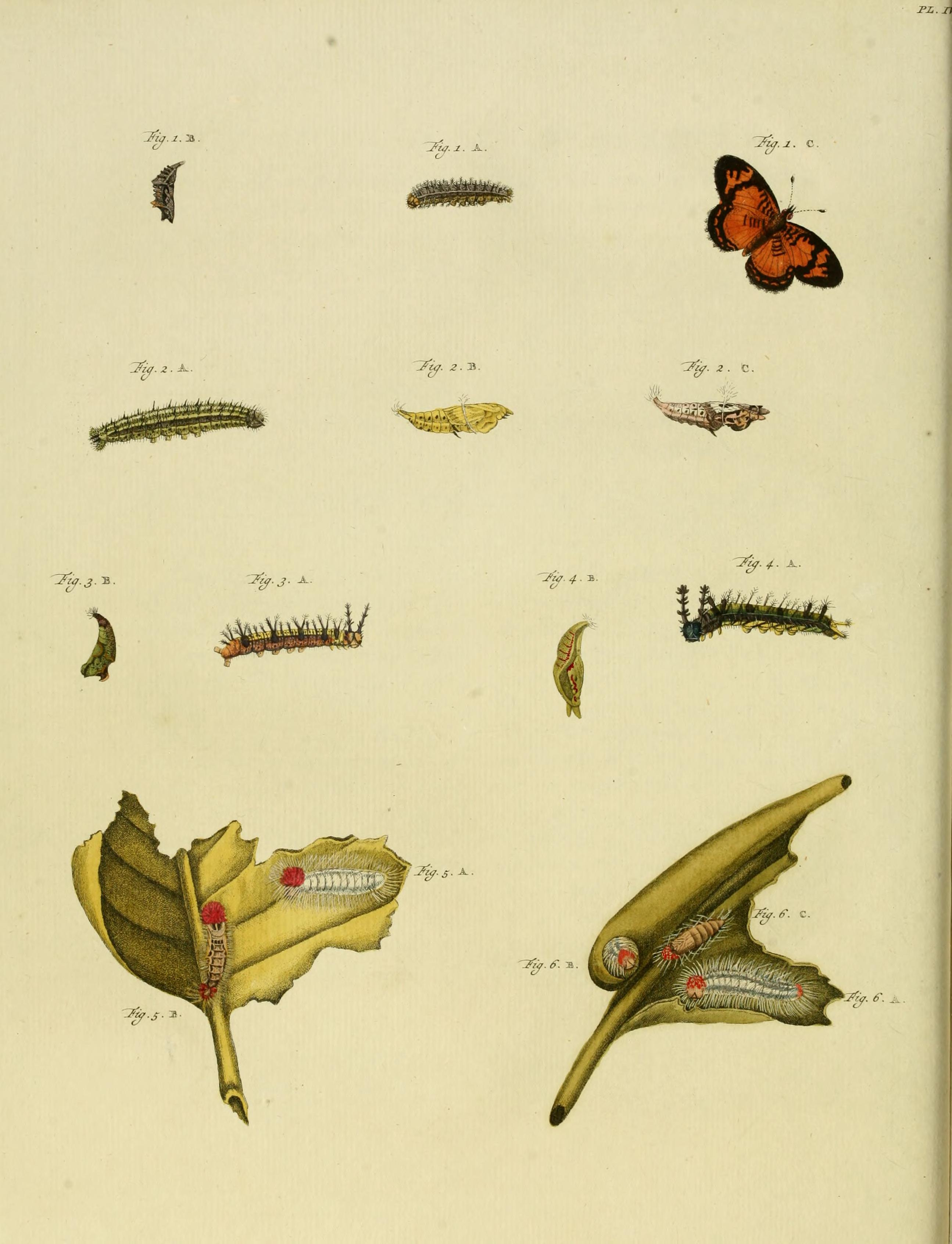
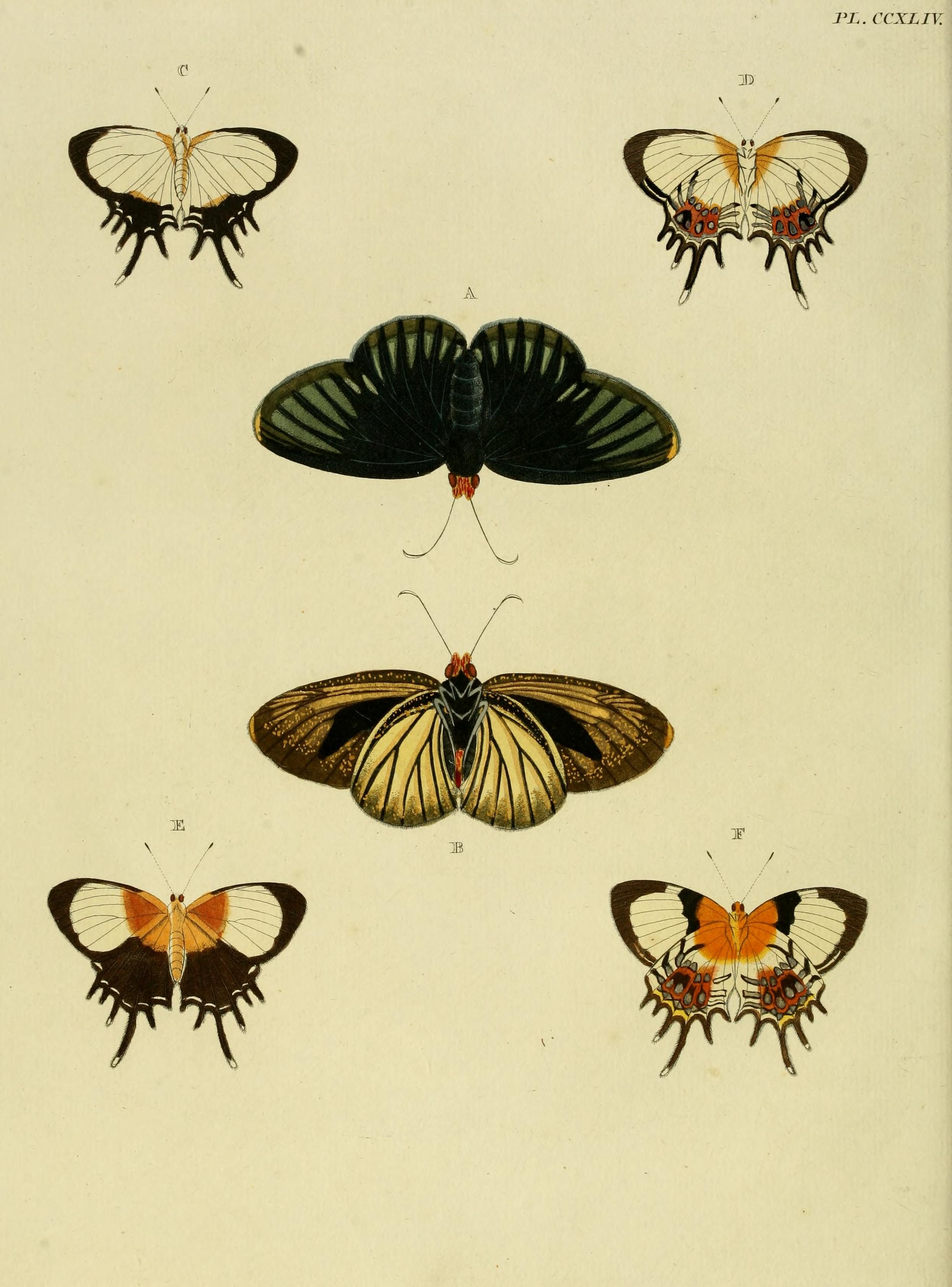